# بيتر دوسن
بيتر دوسن (22 أغسطس 1946 بتشستر في المملكة المتحدة - 23 نوفمبر 2012) (بالإنجليزية: Peter Dawson)‏ هو لاعب كريكت بريطاني. لعب مع نادي مقاطعة شروبشاير للكريكت ‏.

## وصلات خارجية
- بيتر دوسن على موقع إي آس بي آن كريك إنفو (الإنجليزية)